# Патьяла
Па́тьяла (ест. Patjala küla) — село в Естонії, у волості Йиґева повіту Йиґевамаа.

## Населення
Чисельність населення на 31 грудня 2011 року становила 41 особу.

## Географія
Село розташоване на відстані приблизно 12 км на південний схід від міста Йиґева.
Через село проходить автошлях 138 (Кассінурме — Енккюла).

## Пам'ятки
На захід від села на відстані 4 км розташований природний заповідник Мусталліка.